# Adelaide Kane
Adelaide Victoria Kane, född 9 augusti 1990 i Claremont, Western Australia, är en australisk skådespelare. 
Kane är bland annat känd för sina roller som Lolly Allen i den australiska såpan Grannar, som Cora Hale i MTV-serien Teen Wolfs tredje säsong och som Mary Stuart av Skottland i The CW:s dramaserie Reign. År 2017 medverkade hon i sista säsongen av ABC:s serie Once Upon a Time i rollen som Drizella/Ivy.

## Privatliv
Adelaide Kane hade ett förhållande med motspelaren i Reign, Sean Teale, 2014–2016. Åren 2019–2020 var hon tillsammans med skådespelaren Jacques Colimon. År 2021 kom hon ut med att vara bisexuell. Från och med april 2021 har hon ett förhållande med den nederländska modellen Marthe Woertman.

## Filmografi i urval
- 2007 – Grannar (TV-serie)
- 2013 – The Purge
- 2013 – Teen Wolf (TV-serie)
- 2013–2017 – Reign (TV-serie)
- 2017–2018 – Once Upon a Time (TV-serie)
- 2019 – A Sweet Christmas Romance (TV-film)
- 2022–2023 – Grey's Anatomy (TV-serie)